# 2 Korpus Piechoty (1949–1952)
2 Korpus Piechoty (2 KP) – związek operacyjno-taktyczny Sił Zbrojnych PRL.

## Formowanie
Korpus sformowany został w lutym 1949, na podstawie rozkazu Nr 0037/Org. Ministra Obrony Narodowej z 4 marca 1949, w oparciu o kadrę zlikwidowanego Dowództwa Poznańskiego Okręgu Wojskowego (OW Nr III) i znajdujące się na jego terytorium dwie dywizje piechoty (4 i 5). Dowództwo i sztab korpusu stacjonowało w garnizonie Poznań. Było ono podporządkowane dowódcy Śląskiego Okręgu Wojskowego.
W 1951 w skład 2 KP włączono nowo sformowaną dywizję zmechanizowaną i jednostki wsparcia w postaci pułku artylerii ciężkiej i batalionu saperów. Korpus należał do jednostek I rzutu operacyjnego. Wchodzące w jego skład dywizje piechoty zorganizowane były wg etatów typu A i posiadały wysoki poziom gotowości bojowej.
W październiku 1952 2 Korpus Piechoty przeformowany został w 2 Korpus Armijny.

## Struktura organizacyjna (1951)
- Dowództwo i sztab – Poznań
- 4 Pomorska Dywizja Piechoty – Kalisz
- 5 Saska Dywizja Piechoty – Międzyrzecz
- 19 Dywizja Zmechanizowana – Torzym
- 112 pułk artylerii ciężkiej – Głogów
- 55 batalion saperów – Głogów
- 44 batalion łączności – Poznań

Korpus liczył etatowo 23.074 żołnierzy. Jego uzbrojenie stanowiło: 79 czołgów, 40 dział samobieżnych, 21 samochodów pancernych, 50 armat przeciwpancernych, 222 działa polowe, 64 armaty przeciwlotnicze i 286 moździerzy.

## Dowódcy
- gen. bryg. Stanisław Daniluk-Daniłowski (1949-1950)
- gen. bryg. Wiktor Sienicki (1950-1952)